# Другая женщина (фильм, 2014)
«Друга́я же́нщина» (англ. The Other Woman) — американская комедия 2014 года режиссёра Ника Кассаветиса с участием Камерон Диас, Лесли Манн и Кейт Аптон. Мировая премьера состоялась на Международном кинофестивале в Амстердаме 1 апреля 2014 года, в США — 25 апреля, в СНГ — 1 мая.
Кэмерон Диас была признана худшей актрисой на церемонии «Золотая малина» 2015 года за работу в этом фильме и картине «Домашнее видео: Только для взрослых».

## Сюжет
Карли Виттен, успешный юрист и шикарная «штучка» из Нью-Йорка, и Марк Кинг — успешный венчурный инвестор — встречаются уже два месяца. Всё идёт хорошо, Марк — идеальный мужчина, и Карли начинает мечтать о большем, чем просто роман. Однако неожиданно для себя она обнаруживает, что Марк на самом деле женат, хотя свой брак тщательно скрывает. Его жена, Кейт, милая, домашняя, слегка «провинциальная» молодая женщина, ничего не знает об изменах мужа: она думает, что он часто уезжает из их городка исключительно по работе. Для Кейт новость об измене мужа становится глубоким потрясением, она даже пытается поговорить с Карли, чтобы понять, почему её муж изменил. В процессе не очень приятно начатого общения две девушки сдруживаются, а затем выясняют, что у Марка есть ещё одна женщина — Эмбер, юная жительница Майами, работающая моделью купальных костюмов и считающая Марка находящимся в процессе развода. Единственной причиной, по которой он завел роман с Эмбер, был неожиданный для него отказ от секса со стороны Карли и Кейт.
Марк оказывается вруном и мошенником, ворующим идеи своей жены для стартапов и проворачивания своих махинаций (используя её как прикрытие для обмана даже деловых партнёров). Все три девушки объединяются и решают наказать лжеца и подлеца. Они начинают с того, что добавляют средство для удаления волос в шампунь Марка и слабительное в еду. В процессе этой мести Карли ненадолго снова проникается чувствами к Марку, но вскоре убеждается, что Марк никогда не изменится, а затем знакомится с братом Кейт, Филом, который сразу в неё влюбляется.
Женщины понимают, что мелкие издевательства не принесут полного удовлетворения и решают вывести на чистую воду Марка в его бизнесе. Для этого используются профессиональные навыки Карли как юриста, а также то, что Кейт была назначена директором подставной компании Марка. В концовке три подруги запирают Марка в конференционной комнате, и он с удивлением обнаруживает, что его жена, экс- и текущая подруга знакомы. Кейт раскрывает карты и заодно показывает бумаги на развод, а бизнес-партнёр Марка, Ник, увольняет его, т.к. Кейт спасла его от тюрьмы, вернув все украденные деньги. Марк настолько шокирован этой новостью, что истерически отвергает её, называя документы подделкой, но затем проверяет свой счёт через компьютер и во всём убеждается. Едва ли не ослеплённый гневом, он два раза врезается в стеклянные стены конференц-зала и в результате ломает нос и разбивает все стены вдребезги. Когда он выбегает на улицу, его в качестве последнего наказания бьёт в уже сломанный нос отец Карли, Фрэнк Виттен.
Проходит много месяцев. Карли, Кейт и Эмбер продолжают дружить. Карли вышла замуж за Фила и ждёт с ним ребёнка, Кейт стала новым исполнительным директором в фирмах Марка и добилась успеха, а Эмбер начала встречаться с Фрэнком (к неудобству Карли).

## В ролях
| Актёр                  | Роль                   |
| ---------------------- | ---------------------- |
| Кэмерон Диас           | Карли Виттен           |
| Кейт Аптон             | Эмбер                  |
| Лесли Манн             | Кэйт Кинг              |
| Николай Костер-Вальдау | Марк Кинг              |
| Тейлор Кинни           | Фил, брат Кэйт         |
| Ники Минаж             | Лидия, секретарь Карли |
| Дон Джонсон            | Фрэнк, отец Карли      |
| Радиомэн               | камео                  |